# Anton Puzila
Anton Kanstanzinawitsch Puzila (belarussisch Антон Канстанцінавіч Пуціла, englische Transkription Anton Kanstantsinavich Putsila; russisch Антон Константинович Путило Anton Konstantinowitsch Putilo; * 10. Juni 1987 in Orscha) ist ein belarussischer Fußballspieler.

## Karriere

### Vereine
Im Januar 2004 wechselte Puzila als Jugendlicher von RUOR Minsk (Dinamo Minsk Reserves) zu Dinamo Minsk. In der Saison 2007/08 absolvierte der Mittelfeldspieler 21 Spiele für Minsk in der Wyschejschaja Liha, in denen er ein Tor erzielte.
Zu Jahresbeginn 2008 wurde er vom HSV ausgeliehen, wo er in der 1. Bundesliga in der Rückrunde der Saison 2007/08 allerdings nur dreimal in den Schlussminuten eingewechselt wurde. Nach Ablauf seines Leihvertrages kehrte er am 1. Januar 2009 zu Dinamo Minsk zurück; der Hamburger SV zog die ausgehandelte Kaufoption nicht. In der Spielzeit 2010/11 bestritt er vier Partien in der
Europa-League-Qualifikation für Dinamo, in denen er dreimal traf. Allerdings verpasste er in den Play-off-Spielen gegen den FC Brügge die Qualifikation für die Europa League.
Am 28. August 2010 wurde Puzilas Wechsel zum SC Freiburg bekannt. Über die Ablösesumme wurde Stillschweigen vereinbart. Am 17. September desselben Jahres stand der Belarusse zum ersten Mal in der Startelf der Breisgauer gegen Eintracht Frankfurt und absolvierte somit auch sein erstes Ligaspiel für den Bundesligisten.
Am 18. Februar 2013 löste Puzila seinen Vertrag beim SC Freiburg vorzeitig auf und wechselte zum russischen Erstligisten Wolga Nischni Nowgorod.
Zur Saison 2015/16 wechselte er in die türkische Süper Lig zu Gaziantepspor.

### Nationalmannschaft
In sechs Einsätzen in der belarussischen U-21-Nationalmannschaft erzielte er einen Treffer. Am 4. Februar 2008 gab er sein Debüt in der A-Nationalmannschaft seines Heimatlandes.

## Name
Die deutsche Transkription des belarussischen Familiennamens ist Puzila, die englische Version Putsila. Die FIFA, die in aller Regel auf die englische Transkription zurückgreift, verwendet jedoch die abweichende Schreibweise Putsilo. Die DFL verwendet trotz dieser Abweichung seitens der FIFA die englische Transkription Putsila.

Nur wenig verbreitet ist die Schreibweise Putilo, was der (gleichermaßen deutschen wie englischen) Transkription des russischen Namens entspricht.

## Erfolge
Mit MKE Ankaragücü
- Meister der TFF 1. Lig und Aufstieg in die Süper Lig: 2017/18